# Festival Art Cult
O Festival Art Cult ocorre uma vez ao ano, reúne apresentações de dança, música e teatro, realizado por um grupo de pessoas de  Capão Bonito- SP e de toda região, podendo unir vários estilos de apresentações e proporcionando aos moradores da região a interação, contemplando um show de cultura e diversidade. Assim sendo escolhido por sua importância cultural local e diversidade de público.

## Significado
O nome Festival Art Cult teve origem pois envolve dança, musica de varias gêneros culturais, valorizando a arte e cultura corporal.

### Historia do Festival
O educador social Dino Cesar foi o idealizador do festival Art Cult, onde inciou-se no ano de 2004, com pequenas apresentações da cultura local. No decorrer dos anos foram realizados novos eventos dando enfase na cultura regional, atraindo maior publico e um numero maior de participações. O evento traz vertentes culturais misturando o tradicional ballet com os ritmos jazz, pop e hip hop. Dino César, conta que o evento nasceu com o objetivo de disseminar os movimentos culturais populares e urbanos de Capão Bonito e amenizar a questão do preconceito. Segundo ele, o hip hop surgiu no início na década de 70, nos Estados Unidos, como uma forma de reação aos conflitos sociais e à violência sofrida pelas classes menos favorecidas da sociedade urbana norte-americana. A cultura foi adotada no Brasil nos anos 80, principalmente pelos jovens pobres e negros da periferia das grandes metrópoles.

### Contribuição Sociocultural do Festival
O festival contribui para que os jovens tenham uma oportunidade de viver novas experiências  profissionais e pessoais, um exemplo são grupos se apresentando fora do país mostrando a nossa cultura regional, tudo isso tem influência positiva na sociedade.Com o trabalho do educador e voluntários, o evento vem ganhando espaço e credibilidade na sociedade, onde o próprio comercio local colabora para que o evento ocorra.

## Linha do Tempo
O primeiro festival ocorreu 2004,assim decorrente em 2005, 2007, 2011 e 2014.

## Outras
Podemos afirmar que Capão Bonito e região viraram referência na arte e cultura. Temos muitos talentos, apesar da falta de incentivos”. Para a próxima edição, Dino César já está se programando e promete um evento de alcance regional, com grupos de centros maiores e com outras novidades que integram a cultura.